# Pau Vidal Gavilán
|  | Aquest article tracta sobre l'escriptor i traductor. Pel cantant d'òpera, vegeu: Pau Vidal i Guinovart |

Pau Vidal Gavilán (Barcelona, 21 de novembre de 1967) és un filòleg, traductor i escriptor català. Se'l coneix sobretot pel fet de ser traductor de l'escriptor sicilià Andrea Camilleri.

## Biografia
Va estudiar a la Universitat Autònoma de Barcelona entre 1985 i 1990, on es llicencià en filologia catalana. Guanyà el premi Documenta 2002 amb la seva primera obra, Homeless (que originalment s'havia de dir Home les). Més endavant, gràcies a una altra novel·la –Aigua bruta–, va rebre el premi de Literatura Científica el 2006. Fronts oberts li valgué el premi Marian Vayreda de prosa narrativa el 2011 i el 2015 va obtenir el premi d'assaig de la Fundació Josep Irla pel seu Manual del procés, anomenat inicialment Els termes del conflicte.
El protagonista principal de les dues novel·les que ha escrit és el filòleg i detectiu Miquel Camiller (cognom en homenatge a Camilleri), fervent seguidor del lingüista Joan Coromines.
També ha escrit nombrosos llibres sobre la situació del català a Catalunya, com Catanyol.es (2012), El bilingüisme mata (2015), Corregir mata (2020), o Nivell Ç (2021), on anima a la gent a no tenir por de parlar el català col·loquial. El 2022 publica L'enxandallament del món, on no només parla de la llengua catalana, sinó de la degeneració de l'espècie en general.
Pel que fa a la seva dedicació com a traductor, Pau Vidal es dedica sobretot a traduir prosa narrativa de l'italià al català. Amb traduccions de clàssics com El gattopardo, de Tomasi di Lampedusa, o Els virreis, de Federico De Roberto, un gran nombre de traduccions d'Andrea Camilleri –en particular, del cicle del comissari Montalbano–, també ha traduït llibres d'Antonio Tabucchi, Roberto Saviano i Erri De Luca. La seva tasca es veié guardonada amb el premi Jaume Vidal Alcover de traducció 2011-2012 per la traducció de l'obra I viceré de Federico de Roberto.
Es dedica també a l'enigmística i ha editat diversos llibres sobre aquesta temàtica amb Màrius Serra. D'ençà del juny del 1992, es fa càrrec dels mots encreuats de l'edició catalana del diari El País. El gener del 2017 va començar a publicar també uns encreuats diaris al digital El Nacional, per la qual cosa és el primer enigmista digital en català. Va ser presentador, amb l'Elisenda Roca, del programa de televisió de BTV Joc de paraules entre 2004 i 2005, abans de treballar com a guionista de Tot B, un altre joc del canal municipal televisiu barceloní, durant uns quants mesos entre 2005 i 2006.
Ha sigut responsable de les seccions de llengua de diversos programes, com ara El matí de Catalunya Ràdio, o El Cafè de la República, de Joan Barril, a la mateixa emissora. També ha participat en el programa El llenguado de TV3 (2019) com a assessor lingüista i fent la secció "El consultori del filòleg", a la secció de "La cobertura" de La transmissió d'en Torquemada (Latdt) de Catalunya Ràdio (2020), i al programa Fet a Mida de La Xarxa de Televisions Locals. Escriu un article setmanal a VilaWeb sobre la llengua catalana.

## Vida personal
Separat i sense fills, és radicalment antinatalista. Considera una imposició de la correcció política que els homes i les dones és reparteixin la cria dels fills de manera equitativa.

## Obres
- El parevostre (Edicions La Magrana, 2000)[6]
- Màxima audiència [publicat sota "Anònim"] (Edicions La Magrana, 2002)
- Homeless (Empúries, 2003), recull de relats. Premi Documenta 2002.[7]
- Joc de paraules (Empúries, 2004), amb Elisenda Roca.
- Aigua bruta (Empúries, 2006). Premi de Literatura Científica 2005; novel·la negra amb el detectiu Miquel Camiller.
- RodaMots: Deu anys fent 'Cada dia un mot' (Empúries, 2009), amb Jordi Palou.
- En perill d'extinció: 100 paraules per salvar (Empúries, 2009).
- Fronts oberts (Empúries, 2011), premi Marian Vayreda 2011; novel·la negra amb el detectiu Miquel Camiller.
- Catanyol.es. El catanyol es cura. Interferències castellà-català (Barcanova, 2012).
- 100 insults imprescindibles (Cossetània, 2014).
- El bilingüisme mata (Pòrtic, 2015).[8]
- Manual del procés: Vocabulari imprescindible de combat (Angle, 2015).[9] Premi d'assaig Josep Irla 2015.
- Corregir mata (Viena Edicions, 2020).
- Molt a favor: 57 propostes i un pacte per la llengua [amb altres autors] (Eumo Editorial, 2021)
- Nivell Ç (Pòrtic Edicions, 2021)
- L'enxandallament del món (Viena Editorial, 2022)
- El llibre del Paraulògic [amb Jordi Palou] (Ara Llibres, 2022)
- 100 mots curiosos del català (Cossetània, 2023)